# Maurice Joly

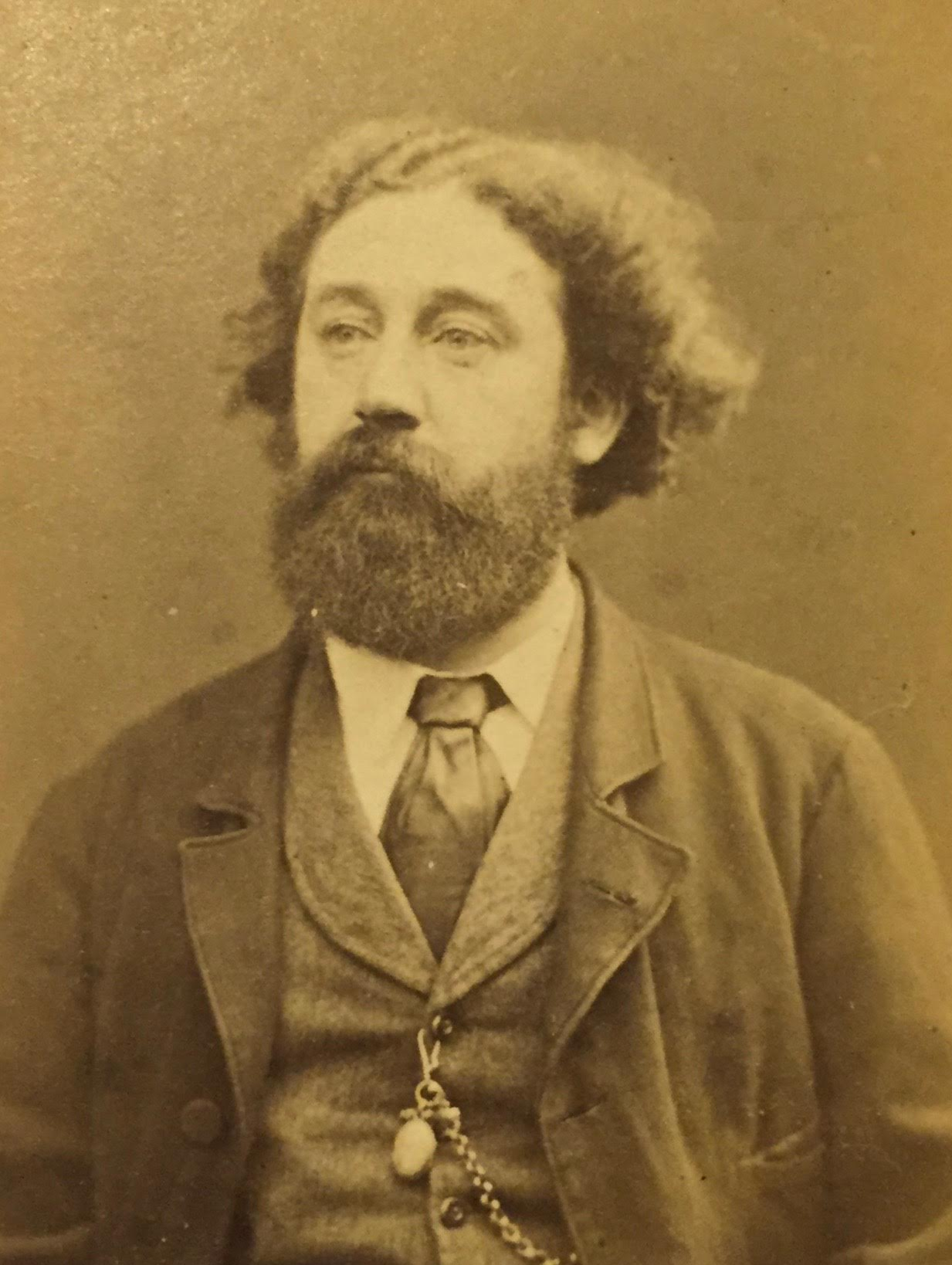
Maurice Joly

Maurice Joly (Lons-le-Saulnier, 22 september 1829 - Parijs, ca. 15 juli 1878) was een Franse publicist en advocaat, vooral bekend om zijn politieke satire Dialogue aux enfers entre Machiavel et Montesquieu ou la politique de Machiavel au XIX e siècle (1864), die het regime van keizer Napoleon III aanviel. 

## Levensloop
Het meeste van wat bekend is over Maurice Joly is gebaseerd op een autobiografische schets die hij schreef tijdens zijn gevangenschap in de Parijse 'Conciergerie'.
Hij werd geboren in Lons-le-Saunier (Jura) van een Franse vader en een Italiaanse moeder. Als zeer ongedisciplineerde leerling, volbracht hij zijn middelbare studies achtereenvolgens in de colleges van Lons-le-Saunier, Dole, Dijon, Chalons en Besançon. Hij studeerde rechten in Dijon, maar onderbrak zijn studies en begaf zich naar Parijs, waar hij gedurende een tiental jaren werkte als bediende bij diverse overheidsinstellingen. Hij zette zich opnieuw aan de studies en bekwam in 1859 het diploma in de rechten. Hij werd advocaat aan de balie van Parijs. Politiek situeerde hij zich als conservatief, monarchist en legitimist.
Vanaf 1862 begaf hij zich aan het schrijven. In Le Figaro publiceerde hij literaire portretten gewijd aan bekende advocaten, die het jaar daarop in een boek verzameld werden, onder de titel Le barreau de Paris. 
In 1864 schreef hij zijn bekendste werk, Dialogue aux enfers entre Machiavel et Montesquieu ou la politique de Machiavel au XIXe siècle, een hevige aanval op Napoleon III en zijn beleid dat hij voorzichtigheidshalve in Brussel en anoniem publiceerde. Hij werd niettemin door de Franse politie opgespoord en gearresteerd, terwijl het boek in beslag werd genomen. Hij werd veroordeeld tot 15 maanden celstraf, die hij uitzat in de Sainte-Pélagiegevangenis van februari 1866 tot mei 1867. Het belette niet dat hij in 1868 het werk opnieuw uitgaf, ditmaal onder zijn naam.
Hij had ondertussen ook César geschreven, opnieuw een heftige aanval op keizer Napoleon III en zijn regime. Het boek werd gedrukt door drukker Martin-Beaupré die zich echter bedacht en de ganse oplage vernietigde.
Hij verloor de steun van zijn steekgenoot Jules Grévy en kon zich derhalve niet stellen voor de wetgevende verkiezingen in 1869. Als bekende opposant van het keizerrijk, slaagde hij er in fondsen te verzamelen en een juridische krant uit te geven, Le Palais, die het slechts 63 nummers volhield.
Joly sloot zich in 1870 aan bij de Commune en trad toe tot de vrijmetselaarsloge La Clémente Amitié. Tijdens de gevechten in Parijs trad hij op als een van de woordvoerders van het Parijse volk, tegen de regering. Tijdens de opstand van 31 oktober 1870, bij het stadhuis, nam hij het op tegen Jules Favre en Jules Ferry. Hij werd gedurende een paar weken opgesloten en schreef toen een korte autobiografie.
Hij probeerde vervolgens aan de kost te komen door het schrijven van artikels en het geven van voordrachten. Hij verviel in de onbekendheid en de armoede. Op 15 juli 1878 werd hij dood aangetroffen in zijn appartement Quai Voltaire 5. Had hij zich met een geweerschot om het leven gebracht of werd hij vermoord? Men heeft het nooit kunnen uitmaken.
Hij werd na zijn dood bekend, doordat zijn Dialogue geplagieerd werd door de auteurs van de Protocollen van de wijzen van Sion.
Later schreef Umberto Eco, dat ook de dialoog geschreven door Joly eigenlijk grotendeels een plagiaat was, met name van de roman Les mystères du peuple van Eugène Sue.
In 2015 werd een van de straten in Lons-le-Saunier genoemd Rue Maurice Joly.

## Publicaties
- Le Barreau de Paris, études politiques et littéraires, Parijs, Gosselin, 1863. .
- Les Principes de 89, Parijs, E. Dentu, 1863.
- Supplément à la géographie politique du Jura,  Parijs, 1863.
- Dialogue aux enfers entre Machiavel et Montesquieu ou la politique de Machiavel au XIXe siècle, Brussel, A. Mertens et fils, 1864 .
- César, Parijs, Martin-Beaupré frères, 1865.
- Recherches sur l'art de parvenir, Parijs, Amyot, 1868.
- Maurice Joly son passé, son programme, par lui-même, Parijs, Lacroix, Verboeckhoven et Co, 1870.
- Dialogue aux enfers entre Machiavel et Montesquieu. Epilogue, in: Le Gaulois, april 1870 en La Cloche mei 1870.
- Le Tiers-Parti Républicain, Parijs, E. Dentu, 1872.
- Les Affamés, étude de moeurs contemporains, Parijs, E. Dentu, 1876.